# Ibafa
Ibafa ist eine ungarische Gemeinde im Kreis Szigetvár im Komitat Baranya. Zur Gemeinde gehört der südöstlich gelegene Ortsteil Gyűrűfű.

## Geografische Lage
Ibafa liegt fünfzehn Kilometer nordöstlich der Kreisstadt Szigetvár an dem Fluss Lapsi-patak, der Ortsteil Gyűrűfű gut vier Kilometer südöstlich von Ibafa an dem Fluss Sándor-patak. Nachbargemeinden sind Almamellék und Horváthertelend.

## Geschichte
Ibafa wurde 1425 erstmals urkundlich erwähnt.

## Sehenswürdigkeiten
- Pfeifenmuseum (Pipamúzeum)
- Römisch-katholische Kirche Szentháromság, erbaut 1865
- Skulptur Parasztfej, erschaffen 1972 von Sándor Nagy
- Statue Szent József mit Jesuskind (Szent József a gyermek Jézussal)
- Steinkreuze
- Weltkriegsdenkmal (I. világháborús emlékmű)

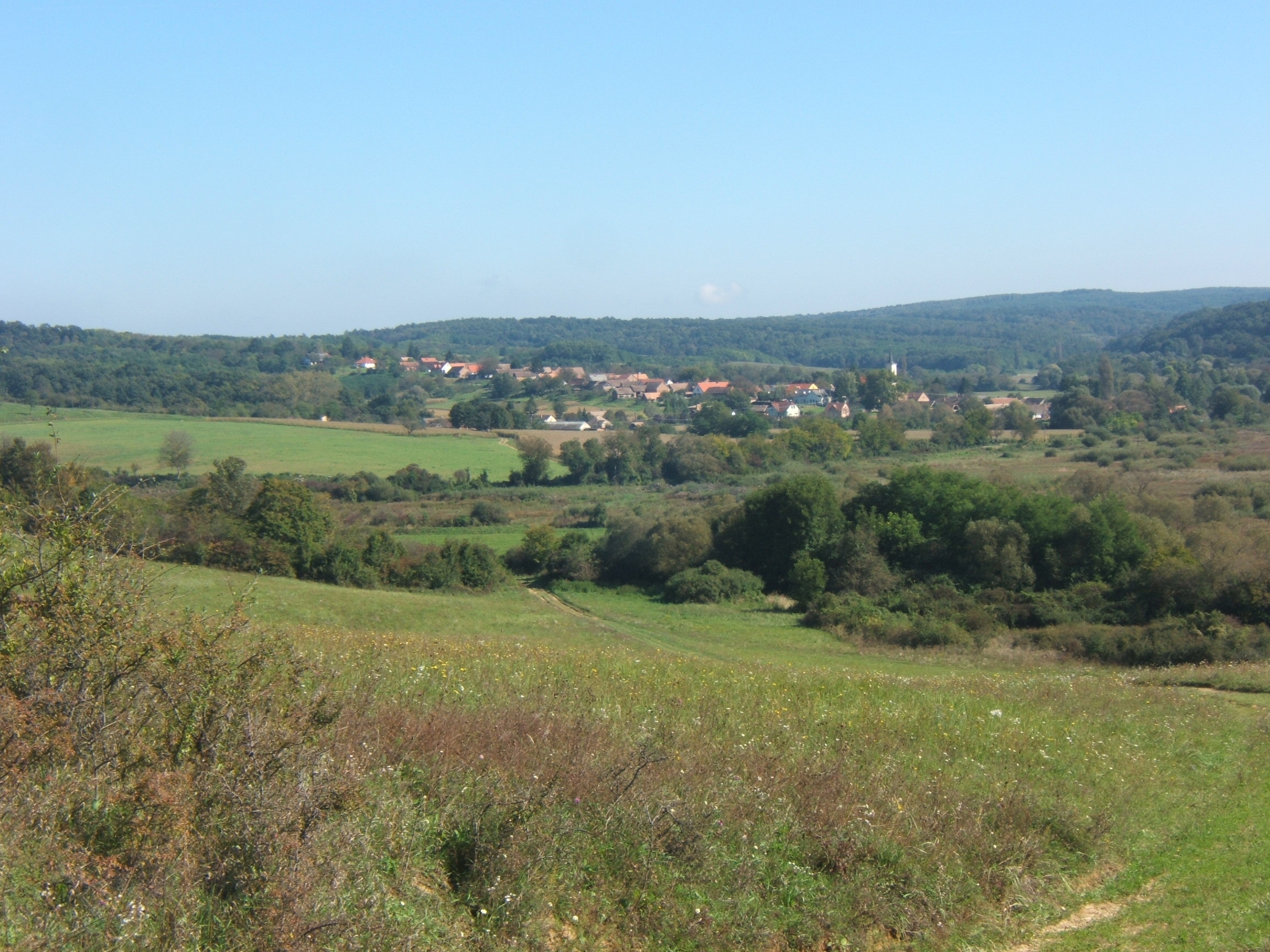
Blick auf Ibafa
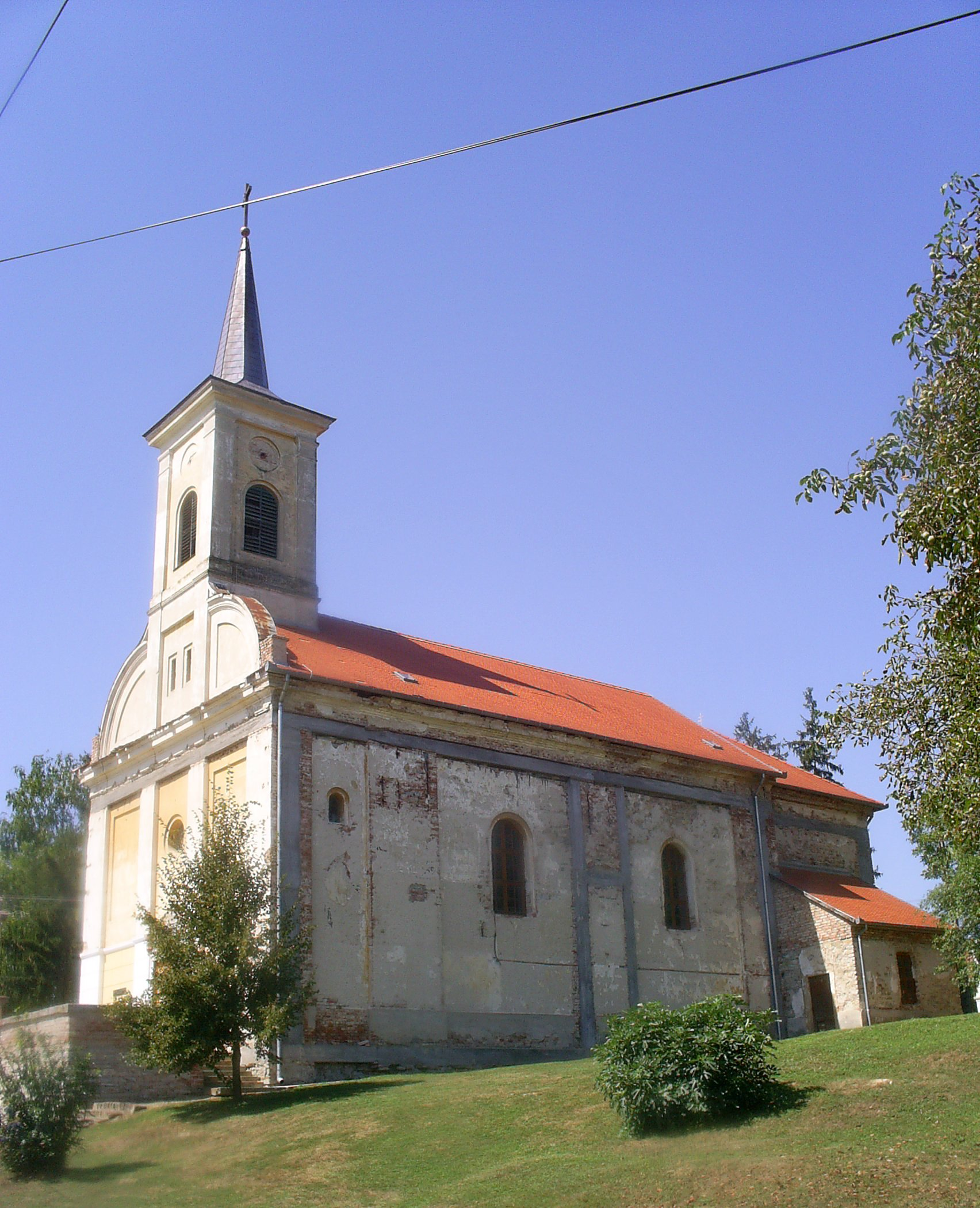
Römisch-katholische Kirche Szentháromság
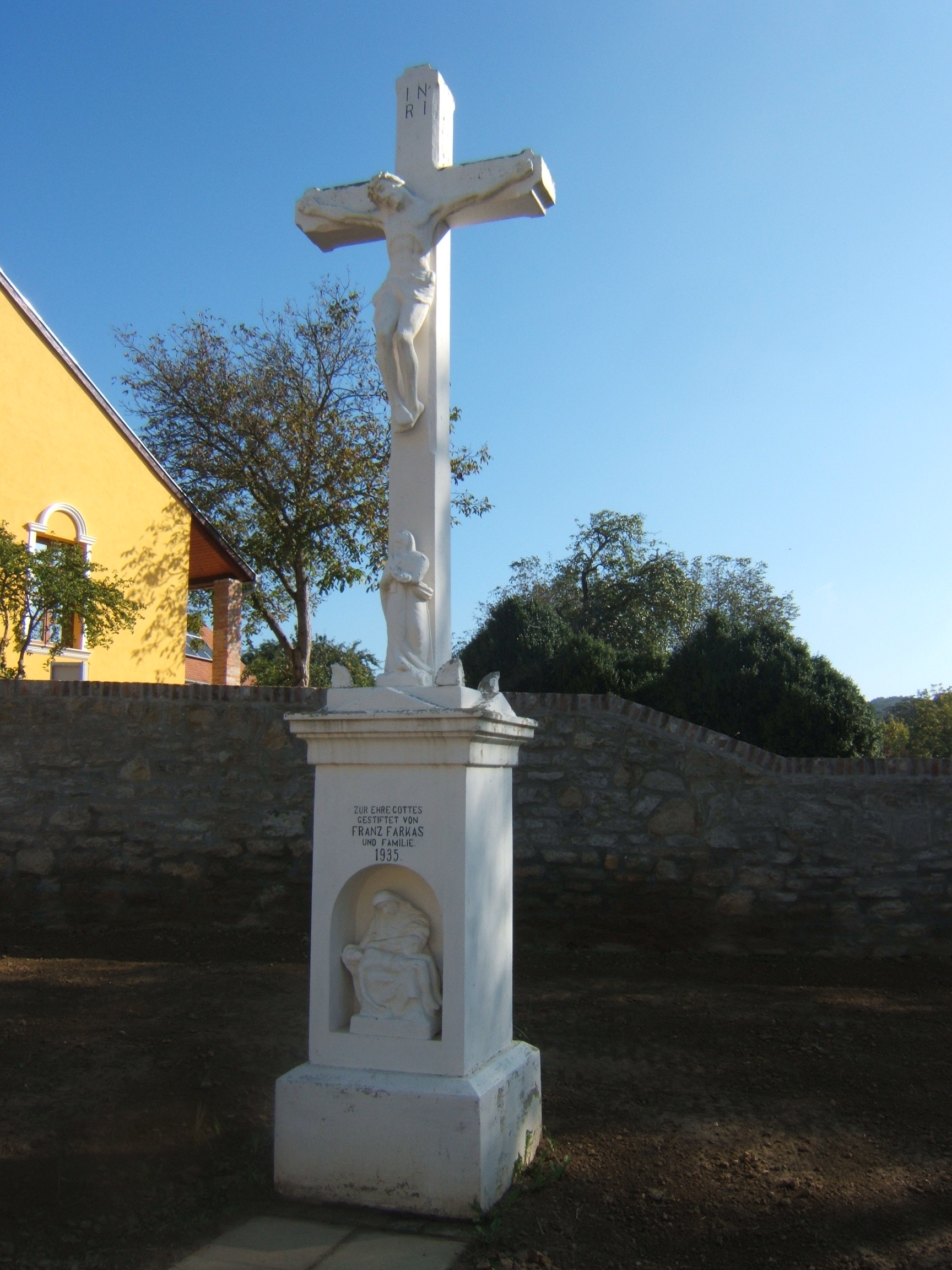
Steinkreuz
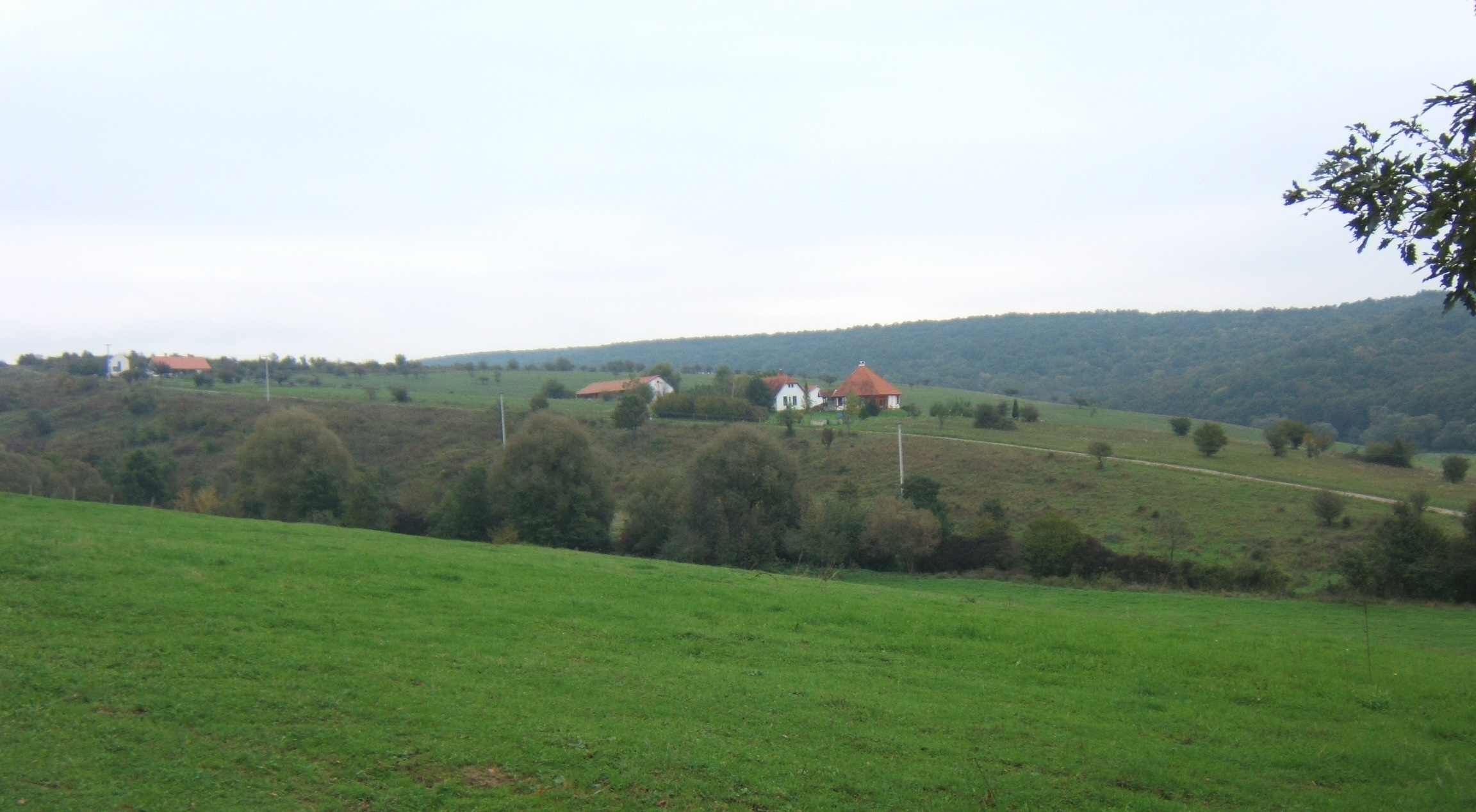
Blick auf Gyűrűfű

## Verkehr
Ibafa ist nur über die Nebenstraße Nr. 66117 zu erreichen. Es bestehen Busverbindungen über Almamellék, Szentlászló, Szulimán und Mozsgó nach Szigetvár sowie nach Horváthertelend. Der nächstgelegene Bahnhof befindet sich in Szigetvár.